# América Managua
América Managua is een Nicaraguaanse voetbalclub uit de hoofdstad Managua. De club was lange tijd een van de meest succesvolle uit Managua en had veel aanghangers. De topjaren waren in de jaren 80. Daarna raakte de club in verval en zakte naar de tweede klasse en stond op de rand van het faillissement. In 2004/05 promoveerde de club opnieuw naar de hoogste klasse en speelt sindsdien in de middenmoot.

## Erelijst
- Landskampioen

1985, 1988, 1990
Chinandega ·
Deportivo Las Sabanas ·
Deportivo Ocotal · 
Deportivo Walter Ferretti · 
Diriangén · 
Juventus Managua · 
Managua · 
Real Estelí · 
Real Madriz · 
UNAM Managua